# Cosmos (entreprise)
Pour les articles homonymes, voir Cosmos.

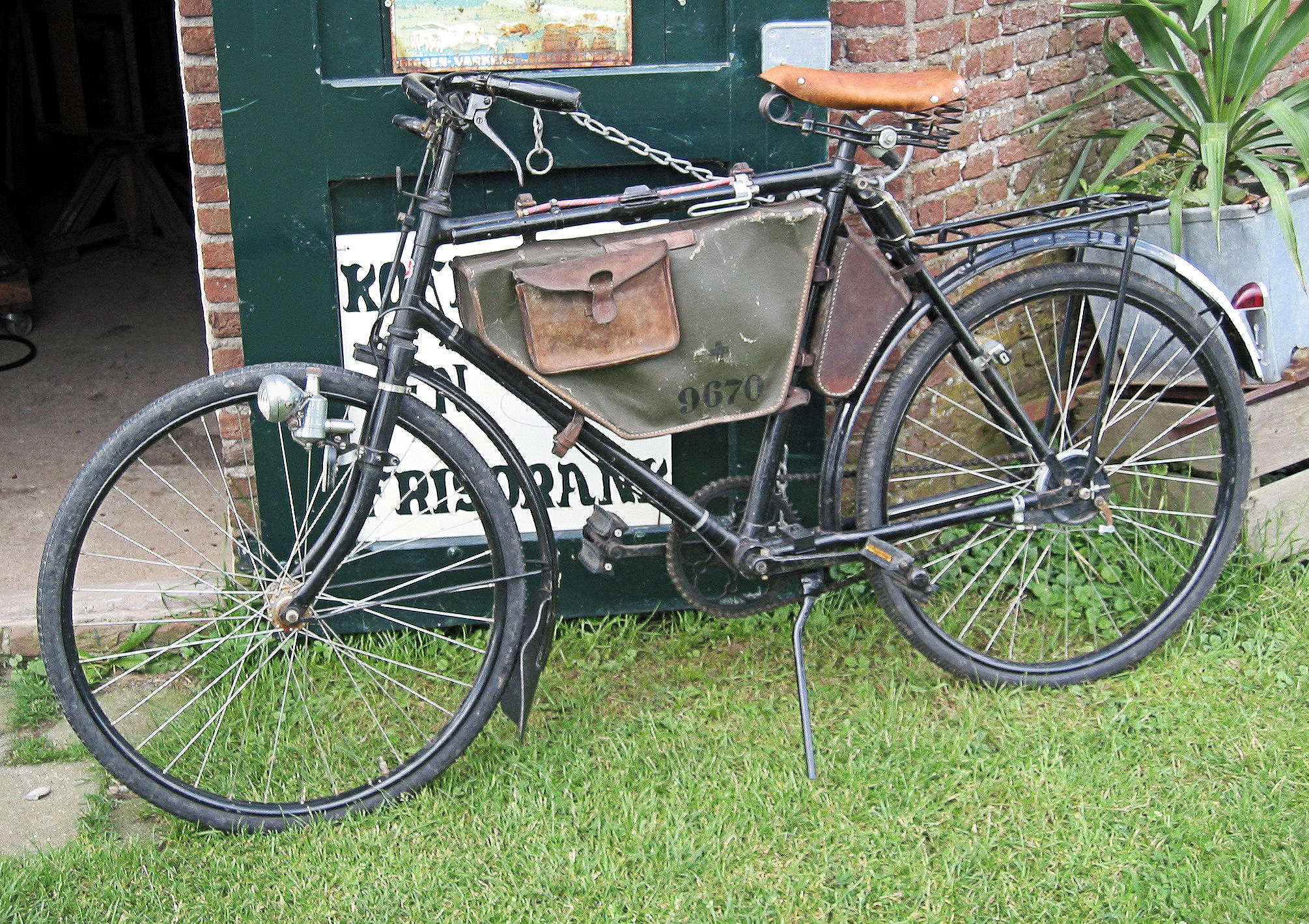
Vélo de l'Armée suisse "Vélo d'ordonnance 05", également fabriqué par Cosmos

Cosmos est une entreprise suisse de fabrication de vélos fondée à Bienne en 1894. Pour les cycles, Cosmos s'inscrit dans une lignée de classiques du vélo suisse avec d'autres marques comme Allegro (vélo), Condor, Cilo, Mondia, Tigra (vélo), Villiger (entreprise).

## Historique
La fabrique de vélo Cosmos fut fondée en 1894. Le Vélo de l'Armée suisse, vélo d'ordonnance 05, est fabriqué également par Cosmos. Elle fournit également aux PTT un vélo de facteur. Au sortir de la Seconde Guerre mondiale, l'entreprise se tourne vers la fabrication de meubles métalliques, qui constitue encore aujourd'hui son activité principale, avec une spécialisation dans le mobilier d'hôpital et du secteur Horeca.

## Cyclisme
En 1911 les cyclistes Robert et Emil Chopard ont remporté les 1er et 2e prix dans les championnats suisses sur route avec des vélos Cosmos.